# Sta-Prest
Sta-Prest (acronimo dall'inglese "stay pressed" - stare stirato) è un modello di calzoni prodotto dalla Levi's a partire dagli anni sessanta.
La caratteristica fondamentale di questi pantaloni sta nella capacità di essere indossato, dopo un lavaggio, senza essere stirato.
Per la sua vestibilità molto attillata e per la forma innovativa ed elegante, grazie anche alla vasta varietà di colori disponibili, vennero scelti come pantaloni simbolo dei primi mod anni sessanta, più tardi ripreso anche dai mod revival e dagli skinhead.
Grazie all'enorme successo riscontrato tra i giovani, negli anni successivi anche altri marchi di jeans, come la Lee Jeans, proposero modelli simili sia nei materiali, sia nei colori. 